# 레오니다스 카바코스

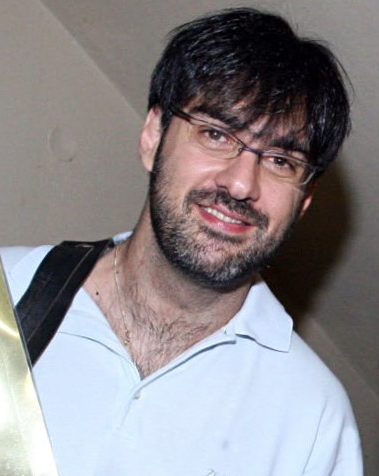

레오니다스 카바코스(1967~)는 그리스의 바이올린 연주자이다. 그리스 국립음악원에서 배운 카바코스는 1984년 아테네 페스티벌로 데뷔했다. 1985년 시벨리우스 콩쿠르, 1988년 파가니니 콩쿠르와 나움부르크 콩쿠르에서 우승했다. 1990년대 중반 이후부터는 지휘자로도 활동하였다. 잘츠부르크 카메라타의 음악감독을 역임했고, 부다페스트 페스티벌 오케스트라, 이탈리아 라 스칼라 필하모닉, 산타 체칠리아 아카데미 등의 단체와도 관련하여 활동하였다.